# 剣山里駅
剣山里駅（コムサルリえき）は朝鮮民主主義人民共和国両江道恵山市に位置する朝鮮民主主義人民共和国鉄道省白頭山青年線の駅である。